# Otto I van Chiny
Otto van Warcq (ca. 955 - ca. 987) was een zoon van Albert I van Vermandois uit het karolingische huis der Herbertijnen en van Gerberga van Lotharingen.
Otto geldt als de eerste graaf van Chiny, alhoewel hij zo nog niet genoemd werd.
Historisch gezien wordt Otto van Vermandois vermeld in een document van 958 naast zijn vader Albert, de graaf van Vermandois. Zijn eigen naam en die van zijn broer Liudolf tonen een Germaanse afkomst van de Saksische koningen aan. Dit is inderdaad het geval, aangezien zijn moeder een nicht is van Keizer Otto I de Grote, via haar moeder als dochter van Hendrik de Vogelaar. Hij werd gemeld als een ruziënde heer die Henegouwen en Cambrésis (de regio rond Cambrai) bedreigde.
In 971 richtte Otto de vestingen van Warcq en Chiny op en viel hij zijn buren, zoals de bisschop van Reims, aan.
De naam van zijn vrouw is onbekend. Mogelijk was ze van het Huis Ardennen, een familielid van Wigerik van Lotharingen en Kunigonde van de Ardennen, kleindochter van Lodewijk de Stamelaar. Dit zou de naam van zijn zoon en de benoeming van deze laatste als graaf van Verdun in 1024 kunnen verklaren.
Otto en zijn vrouw hadden een zoon:
- Lodewijk I (d. 1025), graaf van Chiny en Verdun.[2]

## Notes
1. 1 2  Vanderkindere 1902, p. 344.
2. ↑  Vanderkindere 1902, p. 345.